# Czesław Hernas
Czesław Hernas (ur. 12 lipca 1928 w Sokalu, zm. 11 grudnia 2003 we Wrocławiu) – polski filolog i folklorysta, profesor Uniwersytetu Wrocławskiego.

## Życiorys
Ukończył liceum im H. Sienkiewicza w Łańcucie, następnie studiował filologię polską na Uniwersytecie Wrocławskim, po ukończeniu którego w 1950, pracował na macierzystej uczelni. W 1971 otrzymał tytuł profesora zwyczajnego, w tymże roku wybrany dyrektorem Instytutu Filologii Polskiej Uniwersytetu Wrocławskiego, kierował nim do 28 listopada 1985, gdy został zwolniony przez ówczesnego ministra. Pracował także w Instytucie Badań Literackich Polskiej Akademii Nauk od lat 60. XX w. Członek Collegium Invisibile.
Znawca literatury baroku, autor ponad 200 prac naukowych, m.in. monografii Barok (1972) i Literatura baroku (1985) i wielu innych rozpraw i studiów z tego zakresu zamieszczanych w książkach zbiorowych i czasopismach. Czesław Hernas zajmował się także kulturą popularną w Polsce od XVI w. do czasów współczesnych. Prowadził badania nad folklorem polskim i jego związkami z kulturą staropolską. Opracował wiele haseł do encyklopedycznego Słownika folkloru polskiego (1965). Od 1965 pełnił funkcję redaktora naczelnego serii „Studia Staropolskie”, a od 1972 był redaktorem czasopisma „Literatura Ludowa”.
Pochowany na Cmentarzu Osobowickim we Wrocławiu.

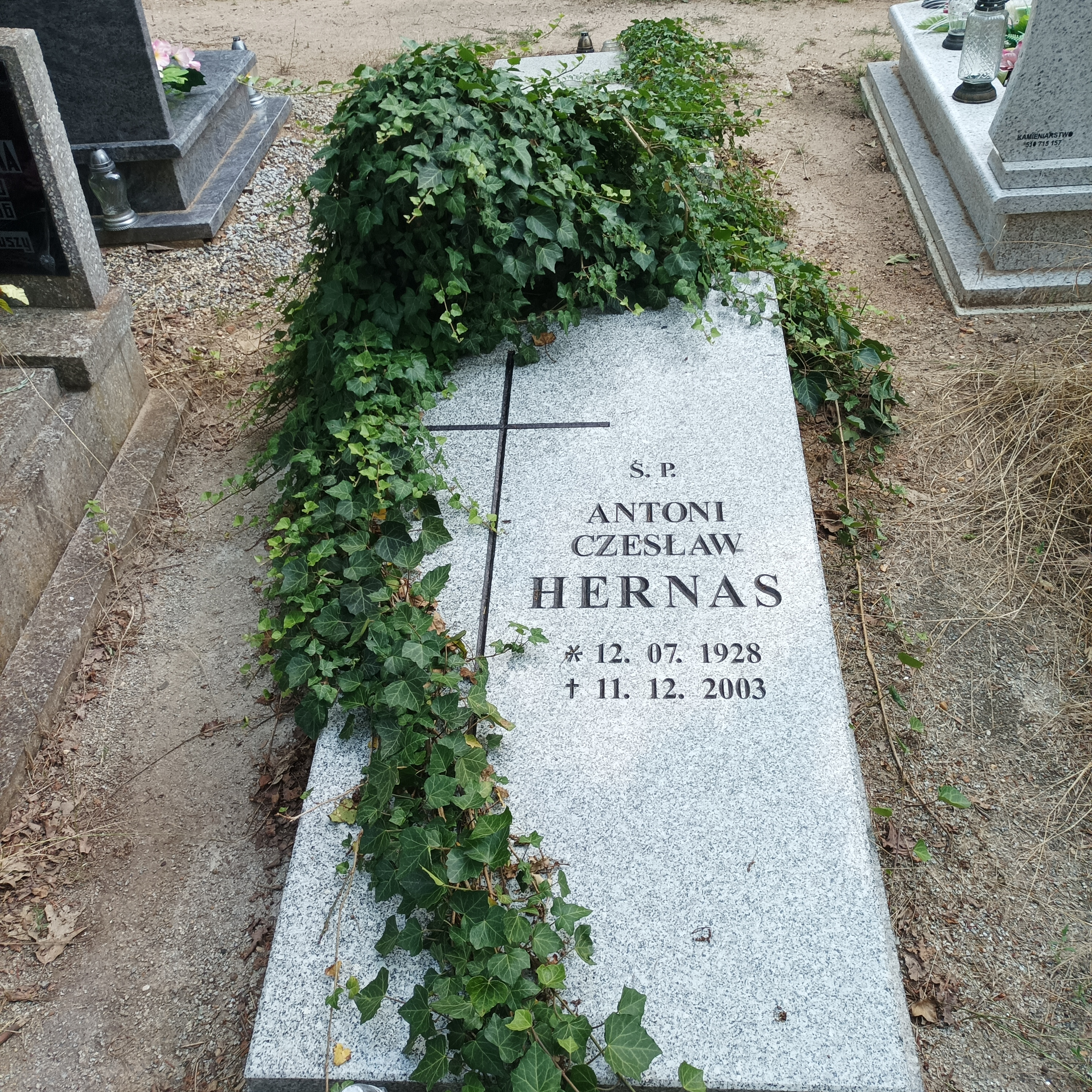
Grób prof. Czesława Hernasa na Cmentarzu Osobowickim

## Wybrane publikacje Cz. Hernasa
- Barok. PWN, 1972
- Literatura baroku. PWN, 1985
- Polnischer Barock. Surkamp Verlag, Frankfurt am Main, 1991
- Literatura polska. Przewodnik encyklopedyczny (PWN, t. 1, 1984; t. 2, 1985) (przewodniczący komitetu redakcyjnego)
- Polska XVII wieku red. J. Tazbir, Wiedza Powszechna, Warszawa 1977 (współautor – aut or rozdziału zarys rozwoju literatury barokowej)

Prace o folklorze:
- Hejnały polskie, Studia staropolskie, 1961
- W kalinowym lesie, t. 1-2, PIW 1965

## Odznaczenia
- Krzyż Komandorski Orderu Odrodzenia Polski (2001)[5]
- Medal im. Franciszka Kotuli (1991)[6]